# Drastic Measures Tour
Drastic Measures è  il decimo tour ufficiale della band statunitense Kansas, a supporto dell'album Drastic Measures, appena pubblicato.

## Storia
Si trattò in realtà di un minitour, svoltosi nei mese di novembre e dicembre

## Formazione
- Kerry Livgren - chitarra solista, chitarra ritmica, chitarra acustica, piano, clavinet, sintetizzatore moog, sintetizzatore ARP
- Rich Williams - chitarra solista, chitarra ritmica
- Steve Walsh - organo, piano, clavinet, sintetizzatore moog, congas, voce
- Robby Steinhardt - violino, voce
- Dave Hope - basso
- Phil Ehart - batteria, percussioni varie

## Date
Calendario completo del tour
|                  |              |                       |                    |      |  |
|                  |              |                       |                    |      |  |
| Data             | Città        | Paese                 | Luogo              | Note |  |
| 3 novembre 1983  | Oshkosh      | Stati Uniti d'America | Kolf Sports Center |      |  |
| 5 novembre 1983  | Omaha        | Stati Uniti d'America |                    |      |  |
| 6 novembre 1983  | Des Moines   | Stati Uniti d'America |                    |      |  |
| 8 novembre 1983  | Ames         | Stati Uniti d'America |                    |      |  |
| 11 novembre 1983 | Jacksonville | Stati Uniti d'America |                    |      |  |
| 13 novembre 1983 | Charlotte    | Stati Uniti d'America |                    |      |  |
| 16 novembre 1983 | New Orleans  | Stati Uniti d'America |                    |      |  |
| 18 novembre 1983 | Augusta      | Stati Uniti d'America |                    |      |  |
| 19 novembre 1983 | Oshkosh      | Stati Uniti d'America | Kolf Sports Center |      |  |
| 20 novembre 1983 | Shreveport   | Stati Uniti d'America |                    |      |  |
| 23 novembre 1983 | Memphis      | Stati Uniti d'America |                    |      |  |
| 29 novembre 1983 | Chicago      | Stati Uniti d'America |                    |      |  |
| 30 novembre 1983 | Indianapolis | Stati Uniti d'America |                    |      |  |
| 1 dicembre 1983  | Dayton       | Stati Uniti d'America |                    |      |  |
| 5 dicembre 1983  | Washington   | Stati Uniti d'America |                    |      |  |
| 6 dicembre 1981  | Bethlehem    | Stati Uniti d'America |                    |      |  |
| 10 dicembre 1983 | Chicago      | Stati Uniti d'America |                    |      |  |
| 13 dicembre 1983 | Indianapolis | Stati Uniti d'America |                    |      |  |
| 14 dicembre 1983 | Pittsburgh   | Stati Uniti d'America |                    |      |  |
| 16 dicembre 1983 | Jersey City  | Stati Uniti d'America |                    |      |  |
| 17 dicembre 1981 | Jersey City  | Stati Uniti d'America |                    |      |  |